# Moby Dick-demók
A Moby Dick együttes 1983 és 1989 között több demófelvételt is készített, melyek mind az első lemezszerződés megszerzését szolgálták. A demós dalok közül néhány az 1990-es Ugass kutya! című debütáló Moby Dick-albumra is felkerült, többségük azonban csak az 1994-ben megjelent, visszatekintő Memento albumon volt először hallható a nagyközönség számára.

## Demo 1983
A Moby Dick eredeti basszusgitárosát, Jancsó Miklóst 1983-ban váltotta Giczy Kurt, akivel 1983-ban felvették a zenekar első demóját. Az album hosszúságú kazettát a Hungaroton döntéshozói is megkapták, de az állami lemezkiadó nem adott lehetőséget a Moby Dicknek, amely ekkor még hard rock stílusban írta dalait.
Erről a szalagról végül a Talpak és az A III. világháború előtt került fel az 1990-es bemutatkozó albumra, igaz, utóbbi teljesen áthangszerelve. Az eredeti, kevésbé metalos változat az 1994-es Memento lemezen hallható a többi dallal együtt. Kizárólag az Ördög volt a szeretőd maradt kiadatlan 1983 óta erről a demóról.
| 1. | Nyitány                  | 2:24 |
| 2. | Talpak                   | 3:06 |
| 3. | A bűn Krisztusa          | 4:10 |
| 4. | Pokolrock                | 2:52 |
| 5. | Mesélték-e?              | 6:06 |
| 6. | Falfirkáló               | 3:56 |
| 7. | Patkányirtás             | 4:02 |
| 8. | Ördög volt szeretőd      | 3:16 |
| 9. | A III. világháború előtt | 5:29 |

Közreműködők:
- Schmiedl Tamás – gitár, ének
- Mentes Norbert – gitár
- Giczy Kurt – basszusgitár
- Rozsonits Tamás – dob

## Demo 1985
A második demóra változott a zenei stílus. Karcosabb, metalosabb dalokat írtak. A demó alapján meghívták a zenekart a salgóbányai Rocktáborba, ahol rádiós felvételeket készíthettek és fontos ismeretségeket kötöttek a szakma akkori nagyjaival. Az annyira vágyott ORI engedélyt azonban nem kapták meg.
A Memento albumra később a Nem vagyok idegen, a Kinek kell?, a Járványveszély és a Zokog a lelkem dalokat vették fel újra 1994-ben.
| 1. | Nem vagyok idegen |  |
| 2. | Kinek kell?       |  |
| 3. | Járványveszély    |  |
| 4. | Betolakodók       |  |
| 5. | A csaló           |  |
| 6. | Valami történt    |  |
| 7. | Guberálók         |  |
| 8. | Zokog a lelkem    |  |

Közreműködők:
- Schmiedl Tamás – gitár, ének
- Mentes Norbert – gitár
- Giczy Kurt – basszusgitár
- Rozsonits Tamás – dob

## Demo 1988
1988 elején újabb tagcsere következett. A zenekar addigi szervezője, Gőbl Gábor, ultimátumot adott a csapatnak, hogy csak akkor hajlandó továbbra is támogatni anyagilag a Moby Dicket, ha ő lesz a basszusgitáros. Külön énekes is csatlakozott a Moby Dickhez Novák Antal személyében. A következő felvételek már ebben az új felállásban készültek.
Szeptember végén egy ausztriai stúdióban dolgoztak. Az itt felvett dalok közül a Keresztes vitéz és a Prometheus alkották volna az első Moby Dick kislemez anyagát, de ez a kislemez végül soha nem jelent meg. Ettől függetlenül a két dalt rendszeresen játszotta Garázs című műsorában Nagy Feró a Petőfi-rádióban, amely az országos ismertség kiinduló pontja volt a Moby Dick számára.
| 1. | Keresztes vitéz             | 2:38 |
| 2. | Titok                       | 4:34 |
| 3. | Zokog a lelkem              | 4:32 |
| 4. | Prometheus (instrumentális) | 3:16 |

Közreműködők:
- Novák Antal – ének
- Schmiedl Tamás – gitár
- Mentes Norbert – gitár
- Gőbl Gábor – basszusgitár
- Rozsonits Tamás – dob

## Demo 1989
1989-ben már napi téma volt a Moby Dick lemezszerződése, folyamatosan tárgyaltak a Hungaroton mellett az újonnan alakult magánkiadókkal is. Ennek érdekében újabb felvételek készültek, ráadásul Molics Zsolt (Sámán) énekessel.
Az együttműködés Moliccsal nem volt hosszúéletű. A Garázs rádióműsor válogatáslemezére is már Schmiedl Tamás gitáros hangjával került fel a Kiválasztott c. dal, majd az év végén decemberben megkezdődtek az Ugass kutya! album felvételei Schmiedl karcos, rekedtes hangjához igazított thrash metal dalokkal és hangzással.
| 1. | Talpak            | 3:43 |
| 2. | Nem vagyok idegen | 2:20 |
| 3. | Kiválasztott      | 3:08 |
| 4. | Ébredés           | 3:42 |

Közreműködők:
- Molics Zsolt – ének
- Schmiedl Tamás – gitár
- Mentes Norbert – gitár
- Gőbl Gábor – basszusgitár
- Rozsonits Tamás – dob